# Kathaai

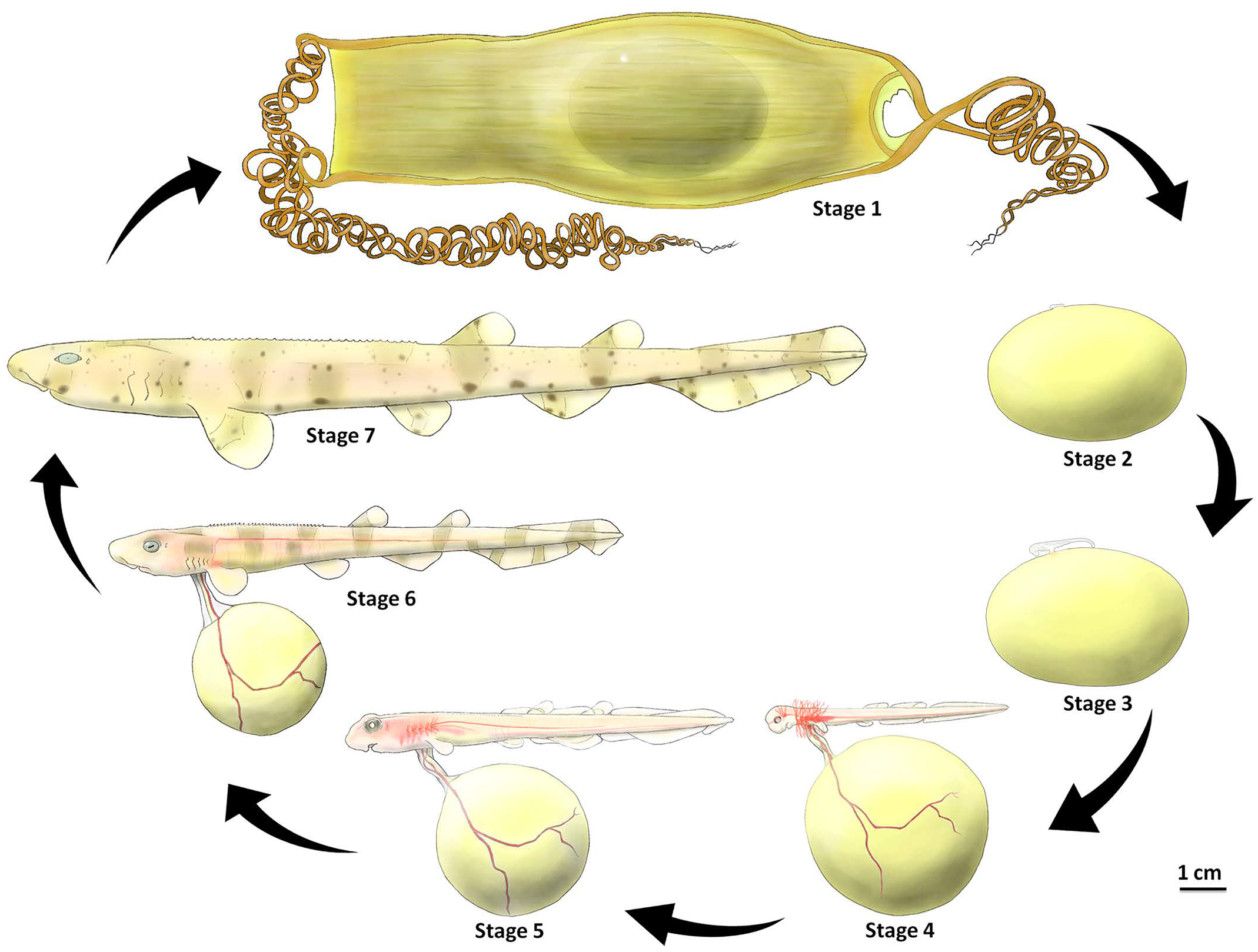
Zeven ontwikkelingsstadia

De kathaai (Scyliorhinus stellaris) behoort tot de familie van de kathaaien. Het is geen grote haaiensoort; ze worden meestal tot 1 meter lang en wegen 5-10 kilo zwaar. Soms worden deze haaien ook wel aangeduid als hondshaaien.
De kleur van de kathaai varieert van grijsgeel tot grijsrood. hij heeft heel veel kleine, donkere vlekken en een aantal grotere vlekken op de rug en de vinnen. Zijn buik heeft een lichte kleur zonder vlekken. Zijn twee rugvinnen zijn tamelijk klein. De eerste rugvin zit tegenover of achter de buikvinnen. De staart heeft een zeer kleine onderste lob: de kathaai is een echte bodembewoner. Wegens zijn vlekken wordt deze haai ook wel de grootgevlekte kathaai genoemd, de hondshaai wordt dan de  kleingevlekte kathaai genoemd.
De haai heeft 5 kieuwspleten en, net als bijvoorbeeld de stekelrog, spuitgaten voor de ademhaling voor als hij op de bodem ligt. Die spuitgaten zijn klein, maar wel goed te zien. De kop is vrij massief. Zijn snuit is afgeknot en hij heeft grote neusgaten. Deze neusgaten vormen een plooi die de bek niet bereikt. Deze haai heeft kleine tanden met 3 snijpunten, die in 4 rijen staan.

## Leefomgeving
Deze kathaai leeft voornamelijk in minder diepe zeeën boven een zanderige of modderige bodem. Daar zoeken de haaien naar voedsel. In de Noordzee komen ze vrij algemeen voor, maar de haai vermijdt het ondiepe kustwater. Het is opvallend hoe ver ze kunnen zwemmen; exemplaren die in de Noordzee gevangen en gemarkeerd zijn werden later tot aan de Canarische Eilanden teruggevonden.

## Voedsel
De kathaai voedt zich voornamelijk met kreeftachtigen, schelpdieren en pieren. Af en toe eet hij vis, zoals zandspiering en jonge haring. Hij jaagt vooral 's nachts. Met behulp van elektrische oriëntatie sporen ze hun prooi op in de bodem. Hiernaast eten ze ook dode vissen en allerlei soorten afval. Hij heeft voor het bijten van zijn prooien een flexibele bovenkaak. Deze kan hij naar voren bewegen, zodat hij zijn bek kan vergroten.

## Relatie tot de mens
Door Nederlandse vissers worden regelmatig dit type haaien aangevoerd, het merendeel van buiten de 12-mijlszone. In Nederland wordt echter niet doelgericht op deze soort gevist. In het Kanaal gebeurt dat wel. De filet van deze haai wordt vaak als 'zeepaling' of 'zalm' verkocht. Ook wordt hij wel als aas gebruikt. De kathaai is echter niet van groot economisch belang.